# Helena Bosenská
Helena Bosenská (1390/1391? - 2. února 1434 – 7. března 1435)? byla opavská a hlubčická kněžna z dynastie Kotromanićů, příbuzná Barbory Celjské.

## Život
Narodila se jako dcera bosenského krále Tvrtka I. Pravděpodobně roku 1407 byla při obsazení Doboru společně s bratrem Tvrtkem zajata a odvezena na královský dvůr v Budíně. Zřejmě na počátku roku 1423 se díky iniciativě Zikmunda Lucemburského stala třetí chotí opavského vévody Přemysla I. Ten ji ve své závěti z 18. září 1433 nazval "dědičkou bosenskou" a na početných synech z předchozích manželství bylo, aby jí po Přemyslově smrti nekrátili na vdovském věnu, jež obsahovalo hrad a panství Vikštejn. Tam se také vdova s dětmi pravděpodobně odstěhovala. Zemřela či opustila panství nejpozději do 7. března 1435, kdy jsou na Vikštejně doloženi její nevlastní synové Vilém a Arnošt.
Helenin erb se nachází na náhrobku jejího syna Přemysla v kostele sv. Kříže ve Vratislavi.